# Syrrhopodon africanus
Syrrhopodon africanus là một loài rêu trong họ Calymperaceae. Loài này được Mitt. Paris mô tả khoa học đầu tiên năm 1898.